# Pseudagrion newtoni
Pseudagrion newtoni – gatunek ważki z rodziny łątkowatych (Coenagrionidae). Jest endemitem Południowej Afryki; pewne stwierdzenia pochodzą tylko z prowincji KwaZulu-Natal i Mpumalanga we wschodniej części kraju.
Imago lata od grudnia do końca marca. Długość ciała 32–33 mm. Długość tylnego skrzydła 18,5–19 mm.